# La Muntanya (Viladamat)
La Muntanya és una muntanya de 104 metres que es troba al municipi de Viladamat, a la comarca catalana de l'Alt Empordà.